# عبد الرحمن مصطفى (محافظ)
عبد الرحمن مصطفى فتاح، أَول مُحافظ منتخب لمحافظة كركوك في 28/5/2003 و استمر إِلى 3/4/2011وقد تم انتخابه ضمن مجلس محافظة كركوك الذي تم تشكيله من 41 عضوا من مختلف أطياف كركوك وفاز عبد الرحمن مصطفى باغلبية الاصوات وانتخب محافظاً لكركوك .
استقال من وظيفته في 3/4/2011 لكونه -وكما ذكر في كلمته التوديعية يوم استقالته- استمر في وظيفته لمدة طويلة وهي من أطول الفترات التي تعاقبت على إدارة كركوك، وهذا ماجعله يفكر في الاستقالة.

## النشأة والتعليم
ولد عام 1951 و عاش في كركوك والتحق بكلية القانون والسياسة عام 1974 .

## الحياة العملية والوظيفة
مارس المحاماة منذ عام 1975 حتى اختير كمحافظ لكركوك عام 2003.

## الحياة الاجتماعية
متزوج من مهندسة مدنية وله بنت (مهندسة) وولد(محامي).